# Holiday Peak
Der Holiday Peak (übersetzt: Feiertagsberg) ist ein über 800 m hoher Berg im Süden des ostantarktischen Viktorialands. Er ragt in den Denton Hills zwischen den unteren Abschnitten des Miers- und des Adams-Gletschers auf.
Teilnehmer einer von 1960 bis 1961 dauernden Kampagne im Rahmen der neuseeländischen Victoria University’s Antarctic Expeditions benannten ihn so, da von seinem Gipfel aus das zu Weihnachten 1960 errichtete Lager der Expedition überblickt werden konnte.
In den 1960er Jahren trug er den inoffiziellen Namen The Heart (übersetzt: „Das Herz“), aus dem sich die Benennung des benachbarten Aorta Ridge ableitete.